# Dyanne Thorne
Dyanne Thorne (Park Ridge, 14 ottobre 1936 – Las Vegas, 28 gennaio 2020) è stata un'attrice e modella statunitense.

## Biografia
Diverse volte è stata accreditata come Lahna Monroe, Rosalee Stein o Diane Thorne. Divenuta famosa in seguito all'apparizione nei film della saga di Ilsa e altri film women in prison, la Thorne appare nel film The Encounter del 1965 al fianco di Robert De Niro, all'epoca alla sua primissima esperienza cinematografica come protagonista. Scelta per partecipare in un B-movie al fianco di Bruce Lee, che si sarebbe chiamato Ilsa e Bruce Lee nel triangolo delle Bermude, questo film non venne mai realizzato. Il suo ultimo ruolo fu quello del padre transessuale di James Belushi in Real Men - Noi uomini duri. Lo stesso anno, lei e suo marito apparvero nel segmento Liebestod del film Aria.

## Filmografia parziale

### Cinema
- La folle impresa del dottor Schaefer (1967)
- Le avventure erotiche di Pinocchio (1971)
- Incontri erotici del quarto tipo (1975)
- Raptus erotico (1975)
- Ilsa la belva delle SS (1975)
- Ilsa la belva del deserto (1976)
- Greta, la donna bestia (1976)
- La tigre del sesso (1977)
- Real Men - Noi uomini duri (1987)

### Televisione
- Star Trek – serie TV, episodio 2x17 (1968)
- Squadra speciale anticrimine (The Felony Squad) – serie TV, episodi 1x12-1x16 (1966)

## Influenza sulla cultura di massa
- La rock band danese dei Sort Sol ha dedicato una canzone a Dyanne Thorne sul loro album Flow My Firetear.
- Per diverse 'cattive' del fumetto sexy-western Djustine l'autore Enrico Teodorani si è ispirato alle fattezze di Dyanne Thorne.